# José de Palau y de Huguet
José de Palau y de Huguet (Barcelona, ca. 1844 -ibídem, 1913) fue un abogado y escritor español.

## Biografía
José de Palau y de Huguet fue profesor auxiliar de la Facultad de Derecho en la Universidad de Barcelona. Ejerció también el periodismo y durante el Sexenio Revolucionario fue colaborador de Lo Gay Saber y La Renaixensa.
Afiliado al carlismo, tomó parte activa en la guerra civil de 1872-1876. Posteriormente dirigió el periódico católico Dogma y Razón. Con otros directores catalanes de prensa carlista cómo Francisco de Paula Oller, Mariano de Rocafiguera, Jacinto de Maciá y Juan Santiago Griñó, envió una súplica al pretendiente Carlos de Borbón y Austria-Este, poco antes de la escisión integrista, para que restableciera la unidad de los carlistas reafirmando la unidad católica de España «con todas sus consecuencias de efectiva coerción», tal como había sido aplicada por su antepasado Felipe II.
En agosto de 1888 fue uno de los firmantes del Manifiesto de Burgos y se adhirió al Partido Integrista. Aquel año también organizó el Centenario XIII de la Unidad Católica, conmemorando el III Concilio de Toledo, y en noviembre participó en la fundación en Barcelona del Círculo San Jorge, el cual, según manifestó el mismo José de Palau en el Diario de Cataluña (órgano de los integristas catalanes), se constituía «para reñir las batallas del Señor», congregando todos quienes anhelaban «combatir por la integridad y pureza de las tradiciones patrias», que en el Principado de Cataluña se encontraban establecidas en sus «venerados fueros». Según Palau y de Huguet, la defensa de «las sabias doctrinas» contenidas en los mismos sería la base de su propaganda, manifestando que el círculo integrista defendería «la Unidad Católica con sanción coercitiva, el indomable y respetuoso poder de las Cortes Catalanas y las inmunidades de los patricios».
Palau y Huguet era un hombre de profundas convicciones católicas y, según la Enciclopedia Espasa, no hubo ninguna institución católica en Barcelona que no encontrara en él un apoyo entusiasta. En la capital catalana gozaba de muchas simpatías, y era respetado incluso por las personas de más opuesto criterio en materias religiosas. Fue varias veces presidente de la Juventud Católica de Barcelona, ejerció varios cargos en la judicatura, y cultivó también la poesía catalana, obteniendo varios premios en los Juegos Florales de Barcelona y en otros certámenes de Cataluña. Publicó trabajos sobre filosofía escolástica, historia y religión, además de una hagiografía de San José Oriol.
En 1911 sustituyó al doctor José Estanyol Colom en la cátedra de Derecho canónico de la Universidad de Barcelona. El escritor Josep María de Sagarra, que fue alumno suyo, lo describiría en estos términos:

Este personaje era conocido entre nosotros con el nombre de Papiniano. El pobre doctor De Palau, mataronés de origen, lucía en aquellos momentos una magra decrepitud, consecuencia de su gran tristeza y de una bronquitis crónica que no le dejaba respirar. Tenía la cara de madera, sin casi expresión, como ciertos verdugos de retablo cuatrocentista, y llevaba unas barbas de insólita longitud, un si es no es como las de aquella careta que cuelga del órgano de nuestra Seo. Flaco, casi cadavérico, vestía una toga, quizá más anciana que él mismo, cuyo color negro había ido perdiendo malicia y en el lugar correspondiente a los riñones y las posaderas había sido sustituido por un tono verdoso, un verdoso de miseria y de mesa de billar, pero de esas mesas de billar llenas de sietes y de manchas que sólo sirven para que en ellas duerman los gatos.

Con la entrada del doctor De Palau, el derecho canónico pasó de disciplina religiosa a viña vendimiada. Todos nos tumbamos a la bartola, y el nuevo profesor, que nos daba unas clases brevísimas, coronadas siempre por un gran ataque de tos que lo obligaba a terminar, al llegar los exámenes nos aprobó a todos.

Era hermano de Antonio de Palau y de Huguet, redactor jefe del diario carlista El Correo Catalán en su primera etapa, y de Camilo de Palau y de Huguet, provisor y vicario general de las archidiócesis de Sevilla y de Toledo junto al arzobispo Ceferino González. También era primo del político carlista Manuel Bofarull y de Palau y tío del abogado y propagandista católico Manuel de Bofarull y Romañá.
Según el colaborador del Correo de Tortosa José María Ruiz Manent, José de Palau era modestísimo y alejado de honores. Antes de morir dispuso que el Diario de Barcelona no anunciara su defunción.

## La Verdadera Ciencia Española

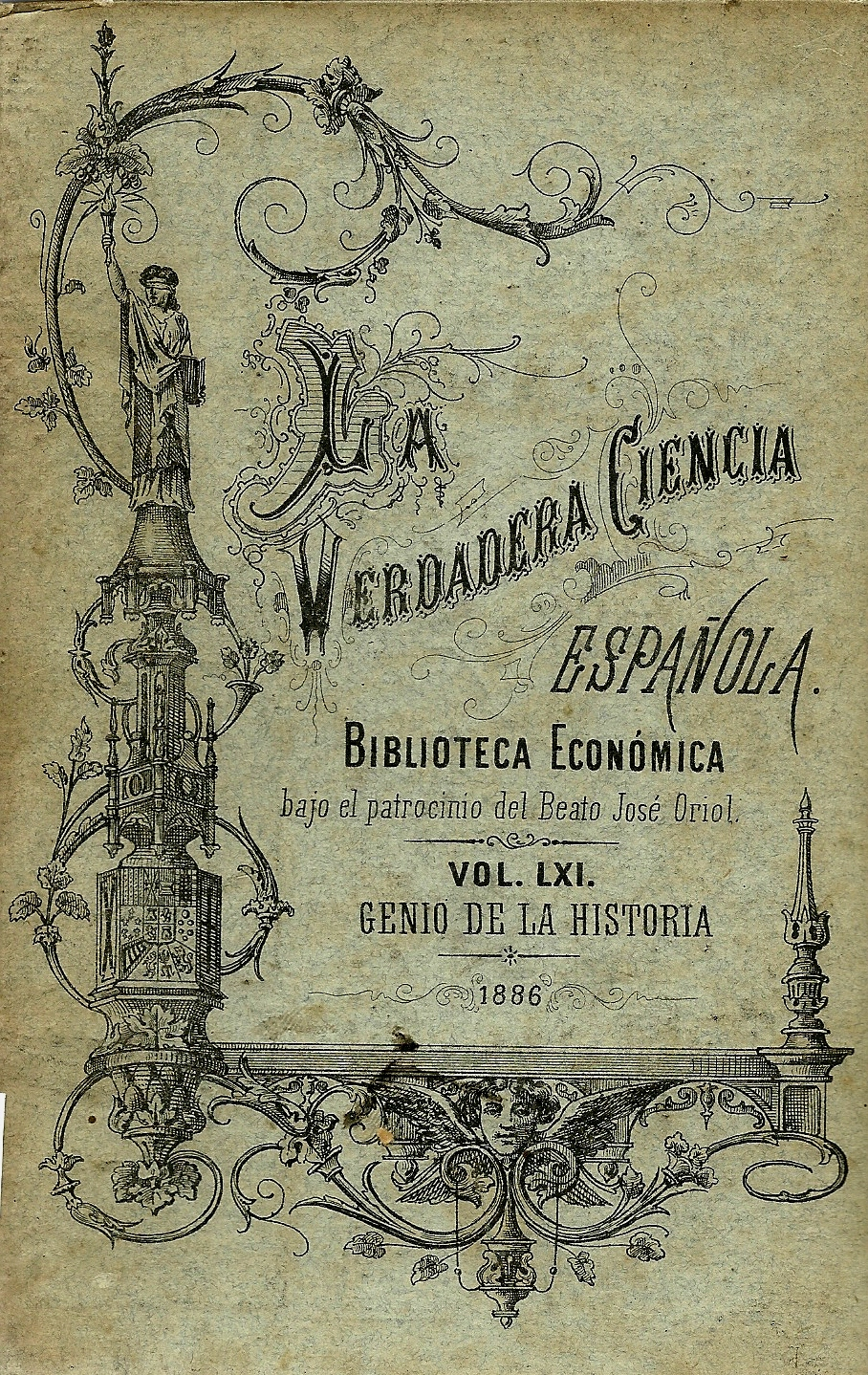
La Verdadera Ciencia Española, vol. LXI (1886)

En una peña del café de las Delicias de Barcelona concibió la idea de editar una biblioteca popular, mientras estaba enfrascado en sus estudios de Derecho, Patrística y Filosofía. Así surgió La Verdadera Ciencia Española (Barcelona, 1881), colección fundada por él en la que publicó más de cien volúmenes.
En sus secciones latina y castellana comprendía las mejores obras de los clásicos españoles, que quiso poner al alcance de las fortunas más modestas, conciliando la impresión esmerada y correcta con el precio ínfimo a que se vendía cada tomo.
En la sección latina figuraban las obras de la patrística hispana (San Paciano, San Orencio, San Isidoro) y las de los filósofos españoles más insignes (Francisco Suárez, Luis de Lossada, Gabriel Vázquez, Tomás Sánchez de Ávila). En la sección castellana dio a conocer en ediciones de vulgarización los tratados del padre Alvarado (el Filósofo Rancio), Interián de Ayala, Huarte, padres Nieremberg, Gumilla, Orozco y otros, sobre hagiografías, historia, geografía, viajes, ideas estéticas, etc.
En su obra La falsa historia (1878), José de Palau y de Huguet defendió, entre otras cosas, a los Borgia y a la Inquisición española de las imputaciones vertidas contra ellos.

## Obras
- Lecciones de filosofía escolástica, traducción (Barcelona, 1878)
- La falsa historia (Barcelona, 1878)
- San José y la cuestión obrera, traducción (Barcelona, 1880)
- La comunión frecuente (Barcelona, 1880)
- Las glorias del taumaturgo catalán, beato Joseph Oriol (trabajo premiado en un certamen de la Juventud Católica de Barcelona en 1880)
- Breu historia de la vida y miracles del beato Joseph Oriol (Barcelona, 1884)[3]
- Consuelo a los que lloran la muerte de un ser querido